# 桜島ビジターセンター
桜島ビジターセンター（さくらじまビジターセンター）は鹿児島県鹿児島市桜島横山町にある、桜島の自然を扱った鹿児島県立の科学展示館である。大正時代の桜島大噴火時の溶岩流の中に立地し、付近には溶岩なぎさ遊歩道など当時の爆発を物語る風景が広がっている。また付近には 桜島海釣り公園、国民宿舎レインボー桜島及び桜島マグマ温泉、溶岩なぎさ公園及びその足湯など観光公共施設がある。

## 展示
- 噴火体験コーナー
- 桜島・噴火と成長の歴史
- 桜島の噴出物
- 桜島・植物の移り変わり
- 錦江湾の住人たち
- 桜島の紹介
- シアタールーム（レクチャールーム）
- パソコンクイズコーナー

## アクセス
- 駐車場:自家用車20台

### 所在地等
- 〒891-1419　鹿児島県桜島横山町1722－29

### 交通
- 桜島フェリー桜島フェリーターミナル（桜島港）から西へ徒歩約10分